# Isachne gossweileri
Isachne gossweileri är en gräsart som beskrevs av Otto Stapf och Charles Edward Hubbard. Isachne gossweileri ingår i släktet Isachne och familjen gräs. Inga underarter finns listade i Catalogue of Life.